# 34246 Kopparapu
34246 Kopparapu è un asteroide della fascia principale. Scoperto nel 2000, presenta un'orbita caratterizzata da un semiasse maggiore pari a 2,2424428 au e da un'eccentricità di 0,1639245, inclinata di 4,09492° rispetto all'eclittica.